# Аризонска пъстърва
Аризонските пъстърви (Oncorhynchus apache) са вид актиноптери от семейство Пъстървови (Salmonidae).
Те са критично застрашен вид. Срещат се в ограничен район в източната част на Аризона, Съединените щати.
Таксонът е описан за пръв път от Робърт Ръш Милър през 1972 година.